# Alessio Figalli
Alessio Figalli (2 april 1984) is een Italiaanse wiskundige die zich voornamelijk bezighoudt met variatierekening en partiële differentiaalvergelijkingen. In 2018 kreeg hij de Fieldsmedaille "voor zijn bijdragen aan de theorie van optimaal transport en de toepassing ervan op partiële differentiaalvergelijkingen, metrische meetkunde en kansrekening".

## Werk
Figalli heeft gewerkt in de theorie van optimaal transport, in het bijzonder aan de regelmatigheidstheorie van optimale transportafbeeldingen en de verbindingen ervan met Monge-Ampère-vergelijkingen. Onder de resultaten die hij in deze richting behaalde, vallen een belangrijke hogere integreerbaarheidseigenschap op van de tweede afgeleiden van oplossingen voor de Monge-Ampère-vergelijking en een gedeeltelijk regelmatigheidsresultaat voor vergelijkingen van het Monge-Ampère-type. Beide resultaten werden samen bewezen met Guido de Philippis. Hij gebruikte optimale transporttechnieken om verbeterde versies van de anisotrope isoperimetrische ongelijkheid te krijgen, en behaalde verschillende andere belangrijke resultaten over de stabiliteit van functionele en geometrische ongelijkheden. In het bijzonder bewees hij, samen met Francesco Maggi en Aldo Pratelli, een scherpe kwantitatieve versie van de anisotrope isoperimetrische ongelijkheid.
Vervolgens behandelde hij samen met Eric Carlen de stabiliteitsanalyse van enkele Gagliardo-Nirenberg en logaritmische Hardy-Littlewood-Sobolev-ongelijkheden om een kwantitatieve convergentiesnelheid te verkrijgen voor de kritische massa-Keller-Segel-vergelijking. Hij werkte ook aan Hamilton-Jacobi-vergelijkingen en hun verband met de zwakke Kolmogorov-Arnold-Moser-theorie. In een artikel met Gonzalo Contreras en Ludovic Rifford bewees hij de generieke hyperboliciteit van Aubry-verzamelingen op compacte oppervlakken.
Daarnaast heeft hij verschillende bijdragen geleverd aan de theorie van Di Perna-Lions, waarbij hij deze zowel toepast op het begrip van de semi-klassieke grenzen van de Schrödingervergelijking met zeer ruwe potentiëlen, als op het bestuderen van de Lagrangiaanse structuur van zwakke oplossingen voor de Vlasov-Poissonvergelijking. In samenwerking met Alice Guionnet introduceerde en ontwikkelde hij nieuwe transporttechnieken op het gebied van toevalsmatrices om universaliteitsresultaten in modellen met meerdere matrices te bewijzen. Ook bewees hij samen met Joaquim Serra het vermoeden van De Giorgi voor termen van grensreacties in dimensie ≤ 5, en verbeterde hij de klassieke resultaten van Luis Caffarelli over de structuur van singuliere punten in het obstakelprobleem.
- Bibsys: 1492758307666
- Bibliothèque nationale de France: cb162620780 (data)
- Catàleg d'autoritats de noms i títols de Catalunya: 981058612427906706
- CiNii: DA18307896
- DBLP: 59/9375
- Gemeinsame Normdatei: 1122674147
- International Standard Name Identifier: 0000 0001 1464 8965
- Library of Congress Control Number: no2017050741
- Mathematics Genealogy Project: 126306
- Nationale Bibliotheek van Israël: 987007377834405171
- ORCID: 0000-0003-4182-5343
- Réseau des bibliothèques de Suisse occidentale: 02-A023934871
- Istituto Centrale per il Catalogo Unico: UBOV259138
- Système universitaire de documentation: 124491138
- Virtual International Authority File: 167400689
- WorldCat: E39PBJr7YRMcF3gTKGcYP6qYT3

1. ↑  https://people.math.ethz.ch/~afigalli/cv-pdf/cv-pdf.pdf; taal van werk of naam: Engels; geraadpleegd op: 19 mei 2022.
2. ↑  https://www.genealogy.math.ndsu.nodak.edu/id.php?id=126306; Mathematics Genealogy Project; geraadpleegd op: 8 augustus 2016; taal van werk of naam: Engels.
3. ↑  https://www.accademiadellescienze.it/attivita/premi-e-borse/premio-gili-agostinelli.